# Eunicella pergamentacea
Eunicella pergamentacea är en korallart som beskrevs av Ridley 1882. Eunicella pergamentacea ingår i släktet Eunicella och familjen Gorgoniidae. Inga underarter finns listade i Catalogue of Life.